# Yasmina Khadra
Yasmina Khadra, vlastním jménem Mohammed Moulessehoul, (* 10. ledna 1955 Kenadsa, Territoires du Sud, nyní provincie Béchar, Alžírsko) je alžírský frankofonní spisovatel. Původně byl důstojníkem alžírské armády; aby se vyhnul cenzuře, zvolil si pro publikování ženský pseudonym.

## Knihy publikované v češtině
- Černá vdova (2007) – L’attentat
- Kábulské vlaštovky (2006) – Les hirondelles de Kaboul